# Brières-les-Scellés
Brières-les-Scellés è un comune francese di 996 abitanti situato nel dipartimento dell'Essonne nella regione dell'Île-de-France.

## Società

### Evoluzione demografica
Abitanti censiti